# Электроника ИМ-37
«Электроника ИМ-37»
- Настольная электронная игра «Футбол: Кубок чемпионов»;
- Младшая модель Электроника ИМ-15
- Размер: 26х15 см
- Управляющая микросхема (микроконтроллер): КР1814ВЕ8

## Техническое описание
- Игровое поле светодиодное (28 светодиодов);
- Поле текущего счета имеет одноразрядную светодиодную индикацию.
- Питание от 4-х батареек или от блока питания;
- Подходит блок питания марки «Электроника Д2-37Б», в комплекте не поставлялся, данный БП также используется в ЭВМ «МК-90»;
- Два режима игры: «автомат» (против ЭВМ) / «игрок» (против человека);
- Игра имеет два темпа скорости игры.

## Управление
У каждого игрока имеется 4 кнопки (в отличие от Электроника ИМ-15, клавиши мембранные), три клавиши — направление удара, одна — перехват мяча.
Переключателями, расположенными на торцевой части производится включение, а также установка типа и скорости игры.

## Фотографии
Запечатленный на фотографии экземпляр устройства произведен в декабре 1990 года.
|  |  |  |  |
|  |  |  |  |